# Обернський університет
О́бернський університет (англ. Auburn University) — державний вищий навчальний заклад, розташований у місті Оберн (Алабама, США). Є одним з найбільших університетів штату.

## Історія
Був заснований 7 лютого 1856 року як Чоловічий коледж східної Алабами — приватний гуманітарний виш, афільований з Південною методистською єпископальною церквою. 1872 року коледж став першим у штаті державним вишем, отримавши нову назву — Алабамського сільськогосподарського й механічного коледжу. 1892 року коледж став першим у штаті ВНЗ зі змішаним навчанням. 1899 року виш було перейменовано на Алабамський політехнічний інститут. Свою сучасну назву виш отримав 1960 року.

## Структурні підрозділи
Університет має такі коледжі та школи (у дужках зазначено рік заснування):
- Сільськогосподарський коледж (1872)
- Коледж архітектури, дизайну й будівництва (1907)
- Коледж бізнесу імені Реймонда Герберта (1967)
- Педагогічний коледж (1915)
- Коледж інженерних наук (1872)
- Школа лісівництва й живої природи (1984)
- Вища школа (1872)
- Почесний коледж (1981)
- Коледж гуманітарних наук (1916)
- Коледж ліберального мистецтва (1986)
- Коледж медсестринства (1979)
- Школа фармакології Джеймса Гаррісона (1885)
- Коледж точних і математичних наук (1956)
- Коледж ветеринарної медицини (1907)

## Відомі випускники
- Річард Марчінко — американський військовик, засновник і перший командир Оперативної групи швидкого реагування військово-морських спеціальних операцій ВМС США
- Октавія Спенсер — американська акторка, володарка премій Оскар, Золотий глобус і БАФТА
- Джордж Бовелл — тринідадський плавець. Учасник чотирьох Олімпійських ігор
- Керсті Ковентрі — зімбабвійська плавчиня, олімпійська чемпіонка
- Маргарет Гользер — американська плавчиня, олімпійська призерка
- Тім Кук — американський підприємець, генеральний директор корпорації Apple Inc.
- Джиммі Вейлз — американський інтернет-підприємець, ідеолог концепції вікі, засновник Вікіпедії
- Спенсер Бахус — американський юрист і політик-республіканець, член Палати представників США
- Кей Айві — американський політик, губернаторка штату Алабама
- Річард Маєрс — американський воєначальник, генерал Повітряних сил США, голова заступник голови Об'єднаного комітету начальників штабів США, командувач Командування повітряно-космічної оборони Північної Америки, Космічного та Тихоокеанського командувань ПС США
- Надер ад-Дахабі — прем'єр-міністр Йорданії
- Ллойд Остін — американський воєначальник, генерал армії США, командувач Центрального Командування ЗС США
- Генрі Шелтон — американський воєначальник, генерал армії США, голова Об'єднаного комітету начальників штабів США, командувач сил спеціальних операцій Збройних сил США
- Голланд Сміт — американський воєначальник, генерал морської піхоти, один з командирів союзницьких сил під час Другої світової війни
- Ненсі Джен Дейвіс — американська астронавтка
- Генрі Воррен Гартсфілд — астронавт НАСА
- Маттінглі Томас Кеннет — американський астронавт
- Джеймс Шелтон Восс — американський астронавт